# 瘋狂和聲
《瘋狂和聲》（韓語：사이코러스）是2020年7月26日開始於韓國tvN電視台綜藝節目《喜劇大聯盟》播出的一個知名環節，該環節是邀請歌手演唱歌曲，兩位喜劇演員則在歌曲間隔處加入諧音、押韻、歌詞等有趣的元素來進行和聲。由於常有知名歌手出演，因此深受觀眾喜愛及熱烈討論，成為極受關注的環節。另有衍生節目《Back瘋狂和聲》每周四在YouTube上的Channel 黃太魚和玉筋魚頻道公開完整版。

## 節目背景
他們（黃太魚、玉筋魚）是和聲魔法流浪團，在恨很多的八道江山上嘗試和聲，“如果你接受我們的合唱，你就會成為明星！”。

## 經歷

### 2020年：成長期
2020年7月26日，開始於《喜劇大聯盟》2020年第三季度第四回合，初期是走韓國演歌音樂風格。
2020年10月，第四季度開始，隨著音樂風格開始多元化，知名歌手相繼出演，逐漸受到關注和熱烈討論。

### 2021年：衍生節目《Back瘋狂和聲》，單曲《So Good》
2021年1月17日，推出衍生節目《Back瘋狂和聲》，節目擔當PD認為，在電視節目中播出會受到時間和內容的限制，所以希望透過這個新的作品，能使兩個角色（黃太魚、玉筋魚）更加立體化且有更好的延續性。
2021年6月11日，從CJ集團相關YouTube頻道獨立，開設新頻道黃太魚與玉筋魚，頻道內容包括兩個角色（黃太魚、玉筋魚）的日常生活影片、節目相關花絮和衍生節目《Back瘋狂和聲》。
2021年8月1日，推出數位單曲《So Good》，與尹普美合作。

## 播放時段
| 頻道 | 播出日期            | 播出時間（KST）      |
| tvN  | 2020年7月26日－至今 | 星期日 7:45pm~9:00pm |

- 《喜劇大聯盟》是由多個環節所組成的節目，每集播放順序不固定，因此沒有確切的播放時間。

## 節目成員／代表角色
| 姓名   | 出生日期 （年齡） | 職業             | 節目角色 |
| 黃帝聖 | 1982年9月25日     | 喜劇演員、主持人 | 黃太魚   |
| 梁世燦 | 1986年12月8日     | 喜劇演員、主持人 | 玉筋魚   |

## 節目列表
以下是tvN《瘋狂和聲》的播出列表。

### 2021年
| 集數 | 播放日期 | 嘉賓        |
| 22   | 1月3日   | The One     |
| 23   | 1月10日  | 李英賢      |
| 24   | 1月17日  | 趙宥珍      |
| 25   | 1月24日  | 金炫廷      |
| 26   | 1月31日  | 李秀英      |
| 27   | 2月7日   | 泫雅        |
| 28   | 2月14日  | 仁順伊      |
| 29   | 2月21日  | 西門卓      |
| 30   | 2月28日  | SHINee      |
| 31   | 3月7日   | 宣美        |
| 32   | 3月14日  | Tiger JK    |
| 33   | 3月21日  | Jessi       |
| 34   | 4月4日   | Brave Girls |
| 35   | 4月11日  | 金慶皓      |
| 36   | 4月18日  | 黃致列      |
| 37   | 4月25日  | 金蓮子      |
| 38   | 5月2日   | NU'EST      |
| 39   | 5月9日   | 玻璃箱子    |
| 40   | 5月16日  | Oh My Girl  |
| 41   | 5月23日  | 泰民        |
| 42   | 5月30日  | Dynamic Duo |
| 43   | 6月6日   | SGBOYZ      |
| 44   | 6月13日  | 姜昇潤      |
| 45   | 6月20日  | Brave Girls |
| 46   | 7月4日   | 尹度玹      |
| 47   | 7月11日  | 圭賢        |
| 48   | 7月18日  | No Brain    |
| 49   | 7月25日  | 朴完奎      |
| 50   | 8月1日   | 李承允      |
| 51   | 8月8日   | Astro       |
| 52   | 8月15日  | 河成雲      |
| 53   | 8月22日  | 全昭彌      |
| 54   | 8月29日  | Gray        |
| 55   | 9月5日   | 金蕙妍      |
| 56   | 9月12日  | 李遐怡      |
| 57   | 9月19日  | Norazo      |
| 58   | 10月3日  | Key         |
| 59   | 10月10日 | 白娥娟      |
| 60   | 10月17日 | 金必        |
| 61   | 10月24日 | MeloMance   |
| 62   | 10月31日 | Ailee       |
| 63   | 11月7日  | 2AM         |
| 64   | 11月14日 | 文世潤      |
| 65   | 11月21日 | Giriboy     |

## 節目嘉賓
該列表統計嘉賓出演《瘋狂和聲》及衍生節目《Back瘋狂和聲》的次數及集數，有關「次數」及「集數」詳情請參閱節目列表。

## 音樂作品

### 數位單曲
| 單曲 | 單曲資料                                          | 曲目                            |
| 1st  | 《So Good》 - 發行日期：2021年8月1日 - 語言：韓語 | 曲目 1. So Good（feat. 尹普美） |

## 備註
瘋狂和聲是起於《喜劇大聯盟》369集播出之節目。

## 外部連結
- 喜劇大聯盟 （页面存档备份，存于）- 官方網站
- 喜劇大聯盟的Instagram帳戶
- YouTube上的喜劇大聯盟頻道 
- 黃太魚和玉筋魚的Instagram帳戶
- YouTube上的黃太魚和玉筋魚頻道 
- Daum上《瘋狂和聲》的資料